# A Place to Bury Strangers (album)
A Place to Bury Strangers è l'album di debutto in studio della band americana di musica Shoegaze A Place to Bury Strangers, pubblicato il 17 settembre 2007.
La maggior parte delle canzoni dell'album sono state registrate tra il 2004 e il 2006 e sono state pubblicate come una serie di EP ad hoc che sono stati venduti negli spettacoli dalla band. La band è arrivata all'attenzione di Killer Pimp proprietario di Jon Whitney alla fine del 2006 e ha chiesto se avrebbe potuto rimasterizzare le canzoni e pubblicarle come album su CD. 
To Fix the Gash in Your Head appare nel comunicato online di Nine Inch Nails Lights in the Sky: Over North America 2008 Tour Sampler, che contiene musica degli atti di apertura, tra cui A Place to Bury Strangers, di alcuni concerti del tour "Lights in the Sky".
Nel 2016, Pitchfork ha classificato A Place to Bury Strangers alla posizione numero 38 nella sua lista "I 50 migliori album di Shoegaze di tutti i tempi" 

## Tracce
1. Missing You – 3:53
2. Don't Think Lover – 3:25
3. To Fix the Gash in Your Head – 3:51
4. The Falling Sun – 5:19
5. Another Step Away – 4:12
6. Breathe – 3:43
7. I Know I'll See You – 4:06
8. She Dies – 3:48
9. My Weakness – 2:41
10. Ocean – 5:59